# Leporella
Leporella é um género botânico pertencente à família das orquídeas (Orchidaceae).